# Avec nos yeux
Pour plus de détails, voir Fiche technique et Distribution.
Avec nos yeux est un documentaire français écrit et réalisé par Marion Aldighieri, sorti en 2012.

## Synopsis
Pendant plusieurs années, la réalisatrice suit le combat de la comédienne Emmanuelle Laborit et d'autres comédiens sourds de l'International Visual Theatre pour obtenir une vraie place de citoyens et d’artistes.

## Fiche technique
- Titre original : Avec nos yeux
- Titre international : With our Eyes
- Réalisation : Marion Aldighieri
- Scénario : Marion Aldighieri
- Photographie : Alberto Marquardt
- Son : Marion Aldighieri
- Montage : Lizi Gelbert
- Musique : Florencia Di Concilio
- Production : Alexandre Cornu
- Société de production : Les Films du Tambour de Soie
- Société de distribution : Les Films du Tambour de Soie
- Pays d'origine :  France
- Langue originale : français, langue des signes française
- Format : couleur
- Genre : documentaire
- Durée : 91 minutes
- Dates de sortie :
  -  Équateur : 3 octobre 2012[1] (avant-première)
  -  France : 12 janvier 2013 (International Visual Theatre)[2] ; 5 juin 2013 (nationale)

## Distribution
- Emmanuelle Laborit
- Chantal Liennel
- Bachir Saïfi
- Clémentine Yelnik

## Accueil

### Sorties internationales
Avec nos yeux est projeté, en octobre 2012, en avant-première sous le titre With our Eyes ou Con nuestros ojos au Festival de cinéma latino-américain pour les sourds (ou Festival Cine Sordo pour son originalité) à Équateur en Amérique du Sud.
La France le découvre en avant-première, en janvier 2013, à l'International Visual Theatre et, en juin, dans toutes les séances avant d'être sélectionné au Festival de cinéma de Douarnenez en août de la même année.

### Accueil critique
Ce film n'amène rien que de bons positifs comme Didier Méreuze de La Croix partageant sa découverte « Au terme de la représentation, le public sourd, comme à son habitude, s’est mis à applaudir en silence, non en battant des mains, mais en les agitant au-dessus de sa tête. À l’issue de ce film, rien n’interdit d’en faire autant » et Emmanuel Cirodde de Studio Ciné Live faisant savoir que « les récits, souvent pétris d'humour, sont émouvants, et expliquent comment la découverte tardive de la langue des signes française a changé des vies. Il faudrait connaître les arguments des pro « oralistes » pour être complet, mais ces témoignages, emmenés par la solaire Emmanuelle Laborit, parlent, si je puis dire, d'eux-mêmes ». Surtout, Marie Plantin du Première qui s'exprime pleinement sur ce « documentaire passionnant (…) presque une fiction (…) une épopée et les acteurs de cette aventure sont héroïques ».

## Distinctions

### Sélections
- Festival de cinéma latino-américain pour les sourds 2012 (Festival Cine Sordo 2012) : « Largometrajes internaciónales »[1]
- Festival international du cinéma d'auteur de Rabat 2013 : « Fenêtre sur le cinéma du monde »[7]